# Retarder

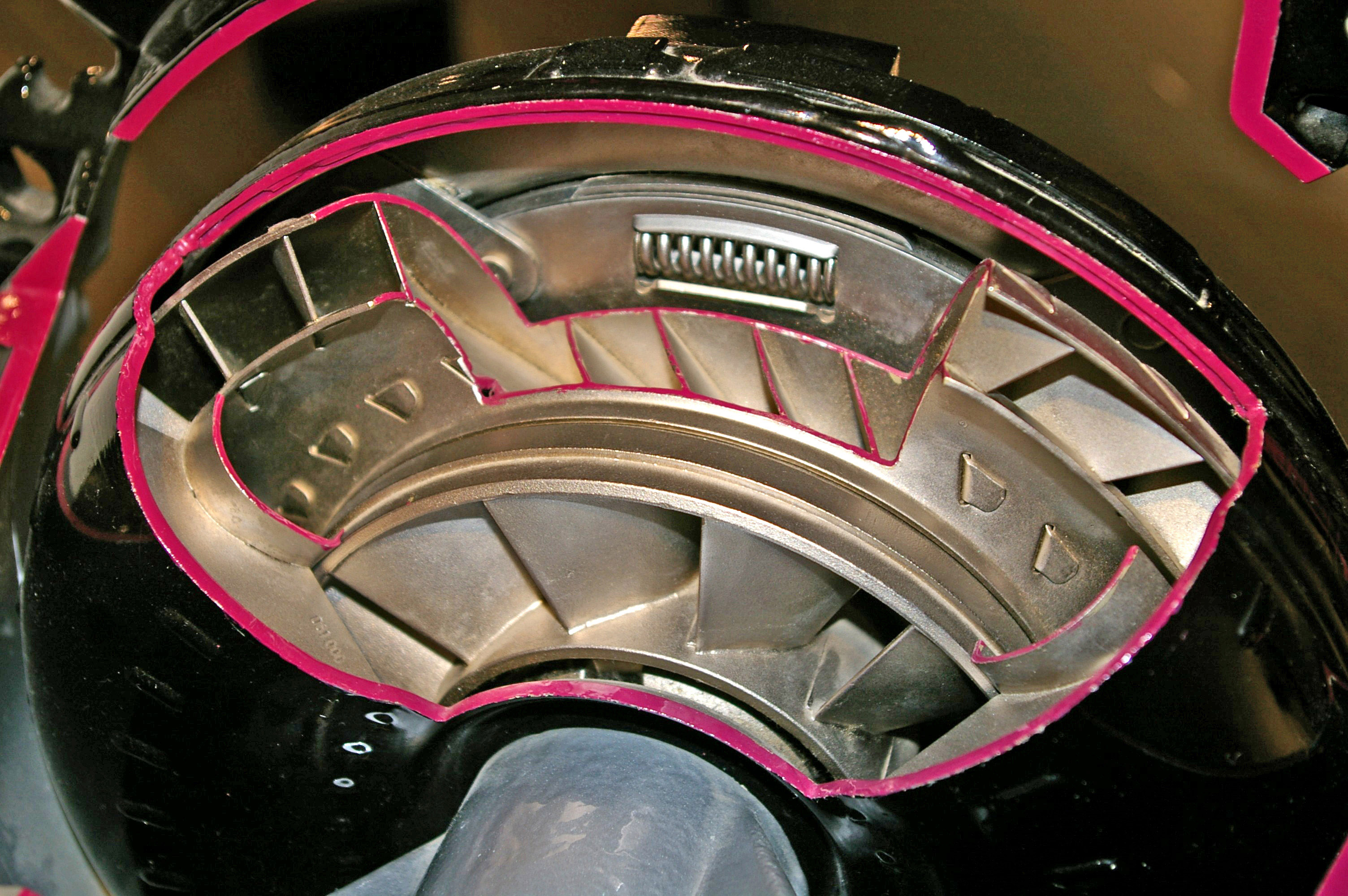
Convertitore di coppia aperto, il cui interno è simile ad un retarder

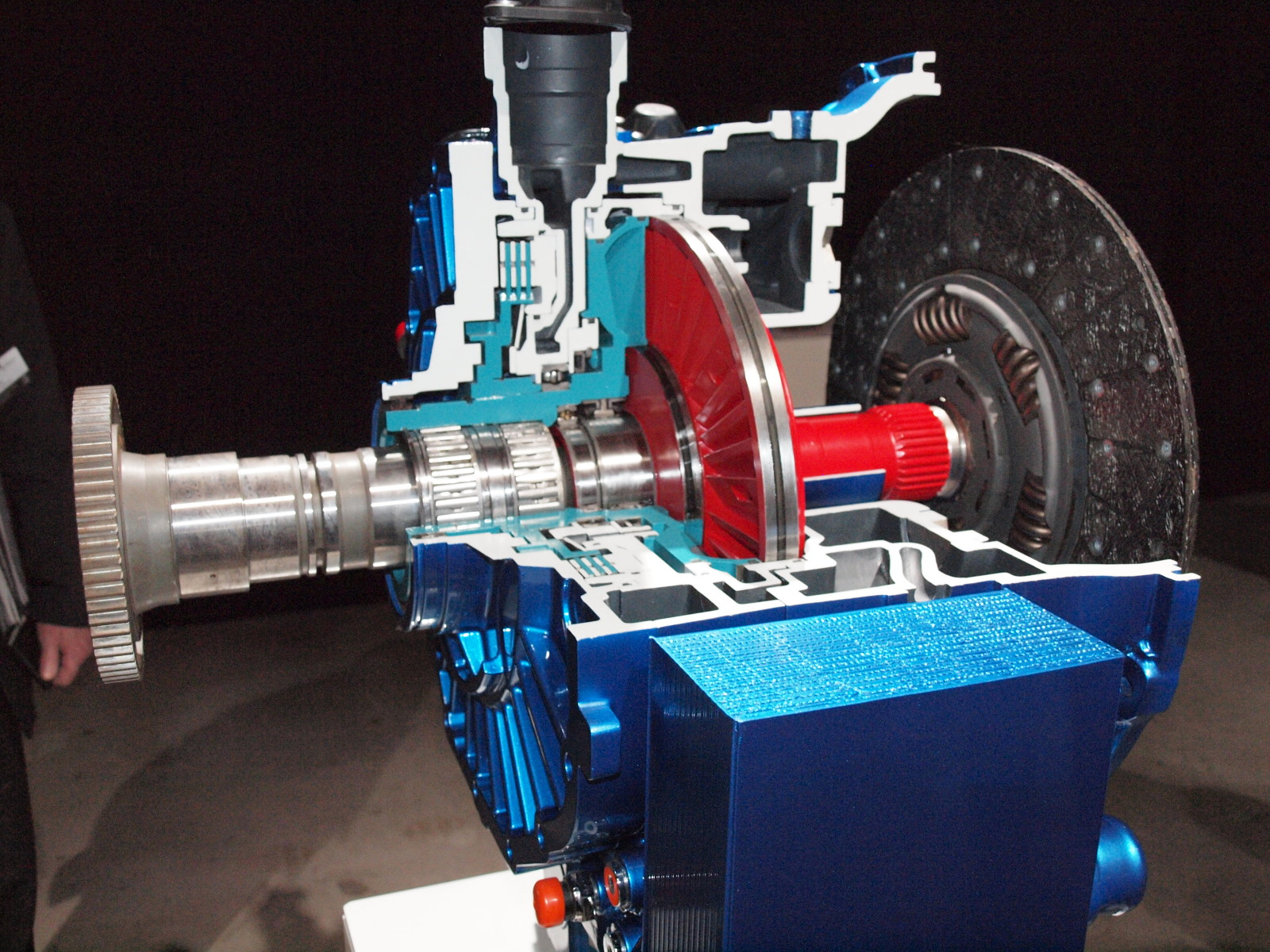
Un turbo retarder della Daimler del 2014

Il retarder (letteralmente "ritardatore"), chiamato impropriamente anche Voith (dalla ditta che lo produce), è un sistema di rallentamento ausiliario privo di usura, in grado di generare una coppia resistente alla rotazione al di sopra di un certo numero di giri. Esso viene utilizzato, laddove installato, sui veicoli industriali (trattori stradali, autocarri, autobus) in complemento dei normali freni di servizio, apportando un notevole miglioramento alla sicurezza del veicolo.

## Modelli
Ne esistono tre tipologie diverse che variano tra loro per peso e tecnologia impiegata. Tuttavia, pur differenziandosi nei meccanismi di funzionamento, tutti gli apparecchi, durante il rallentamento, utilizzano una parte dell'energia cinetica sottraendola al veicolo per trasformarla in calore, e tutti agiscono sull'albero di trasmissione del mezzo, precisamente sono collocati sulla catena cinematica dopo il cambio e prima del differenziale.
Il posizionamento sull'albero di trasmissione è evidente per due ragioni: vi è lo spazio necessario tra i longheroni del telaio; l'azione di rallentamento risulta molto più potente, perché il rapporto di riduzione finale dei giri al ponte posteriore (generalmente compreso tra 1:3 e 1:4) equivale ad una moltiplicazione per il reciproco della coppia frenante applicata alle ruote. 
Esistono due tipologie principali di retarder:
- Il primo modello è a funzionamento elettromagnetico. Esso, sfrutta il principio detto delle "correnti di Foucault" per cui un campo elettrico di opportuna intensità creato attorno a degli avvolgimenti fissi (statori) interferisce con una serie di magneti collocati su due dischi in prossimità (rotori), ostacolandone la libera rotazione, senza alcun contatto diretto tra gli elementi. Gli avvolgimenti, o bobine, sono contenuti nella carcassa, vincolata al telaio, mentre i rotori sono solidali con l'albero di trasmissione, il quale rallenta di conseguenza le ruote motrici del veicolo. Questo apparecchio ha l'inconveniente del peso elevato (oltre 300 kg) che incide sulla portata utile del mezzo, un criterio importante per un camion, un po' meno per un autobus passeggeri. Tra i vantaggi: l'azione istantanea e modulabile con precisione, l'integrazione con le centraline elettroniche ABS/ASR del veicolo per impedire il bloccaggio delle ruote. L'affidabilità e assenza di manutenzione.
Specialista dei retarder elettromagnetici è l'azienda francese Telma.
- Il secondo modello funziona su principio idraulico, sfruttando l'incomprimibilità dei liquidi. Una serie di elettrovalvole controlla l'ingresso e l'uscita rapida di olio in una camera di lavoro, entro la quale avvengono fenomeni di attrito fluido-dinamico tra le palette di una girante solidale con l'albero di trasmissione, l'olio stesso e le palette fisse della camera (statore). Poiché questo particolare sistema genera maggiore calore, ha come inconveniente che usando il retarder in modo prolungato l'olio stesso si scalda, la sua viscosità varia ed esso agisce con minore efficacia sull'albero di trasmissione. Questo sistema ha un peso di circa 140 kg.[2]
- Infine, il terzo sistema è l'ultimo nato in casa Voith. Esso agisce sempre con liquido ma invece di usare l'olio usa direttamente l'acqua di raffreddamento del motore, che circola e viene raffreddata dal sistema di raffreddamento, lavorando così a temperatura costante. Questo sistema ha due notevoli vantaggi:
  - la temperatura è controllata, quindi agisce in modo più costante sull'albero di trasmissione;
  - il peso è di soli 40 kg, quindi dei tre sistemi è il più leggero e aumenta la portata del mezzo.

Qualunque sia il sistema installato, esso è azionabile dal conducente in due modi distinti e indipendenti: tramite il pedale del freno (nella parte iniziale della corsa) o per mezzo di una levetta a scatti posta sul cruscotto. La levetta permette di lasciare inserito il dispositivo ad una determinata intensità per molti secondi, ed è in genere preferita durante la guida su lunghe discese autostradali.
Il retarder può essere installato anche come "retrofit" (aggiunta) ad un veicolo sprovvisto in origine. In tal caso, nonostante la spesa considerevole, esso riesce presto a ridurre i costi di esercizio e manutenzione del mezzo, perché aiutando i freni di servizio al rallentamento del veicolo, ne diminuisce lo stress termico e l'usura, e nella marcia in discesa permette velocità medie più alte in sicurezza.